# Alfred Martin Escher
Alfred Martin Escher (* 23. März 1906 in Zürich; † 14. Februar 1980 in Zollikon; heimatberechtigt in Zürich) war ein Schweizer Diplomat.

## Werdegang
Alfred Martin Escher vom Glas war ein Sohn von Carola geb. Prince und Carl Escher vom Glas, dem Präsidenten des Kantonsgerichts. Er studierte Rechtswissenschaft in Zürich, Kiel, Berlin und Den Haag. 1929 wurde er in Zürich promoviert. Danach wurde er als Jurist in einer Versicherungsgesellschaft beschäftigt.
Vom 5. Juni 1935 bis 31. Dezember 1935 war er Verweser des Schweizer Konsulates in Bangkok. Von 1936 bis 1938 war er Gesandtschaftssekretär an der Schweizer Botschaft in Warschau. Von 1939 bis 1942 war er Gesandtschaftssekretär an der Schweizer Gesandtschaft in Berlin. Zwischen dem 6. Februar 1942 und dem 22. Mai 1944 war er Konsul am Schweizer Konsulat in Bagdad.
Vom 16. Juni 1944 bis 1945 war er Verweser an der Schweizer Botschaft im von der Wehrmacht besetzten Athen. Er koordinierte den Besatzungsübergang von der Wehrmacht auf die Anglo-Amerikanischen Truppen in Griechenland, womit eine Machtübernahme durch die ELAS verhindert wurde. Von 1946 bis 1947 war er Legationsrat an der Schweizer Botschaft in London. Vom 30. November 1948 bis 1. September 1950 war er Mitarbeiter beim Internationalen Komitee des Roten Kreuzes. 1949 heiratete er die englische Schauspielerin Mary Martlew Greenhalgh.
Von 1951 bis 1954 war er Schweizer Gesandter in Teheran. Von 1954 bis 1955 leitete er die Schweizer Delegation bei der Neutral Nations Supervisory Commission (Korea). Vom 24. April 1955 bis 1957 war er Gesandter in Rom. Vom 12. April 1957 bis 2. Mai 1959 war er Botschafter in Rom. Zwischen dem 20. Februar 1959 und dem 21. März 1964 war er Botschafter in Bonn. Vom 22. März 1964 bis zum 29. Februar 1972 war er Botschafter in Wien. Von Oktober 1972 bis November 1972 war er Sondergesandter beim UNO-Hauptquartier. Mit Wirkung zum 1. März 1972 wurde er in den Ruhestand versetzt.